# Groclant

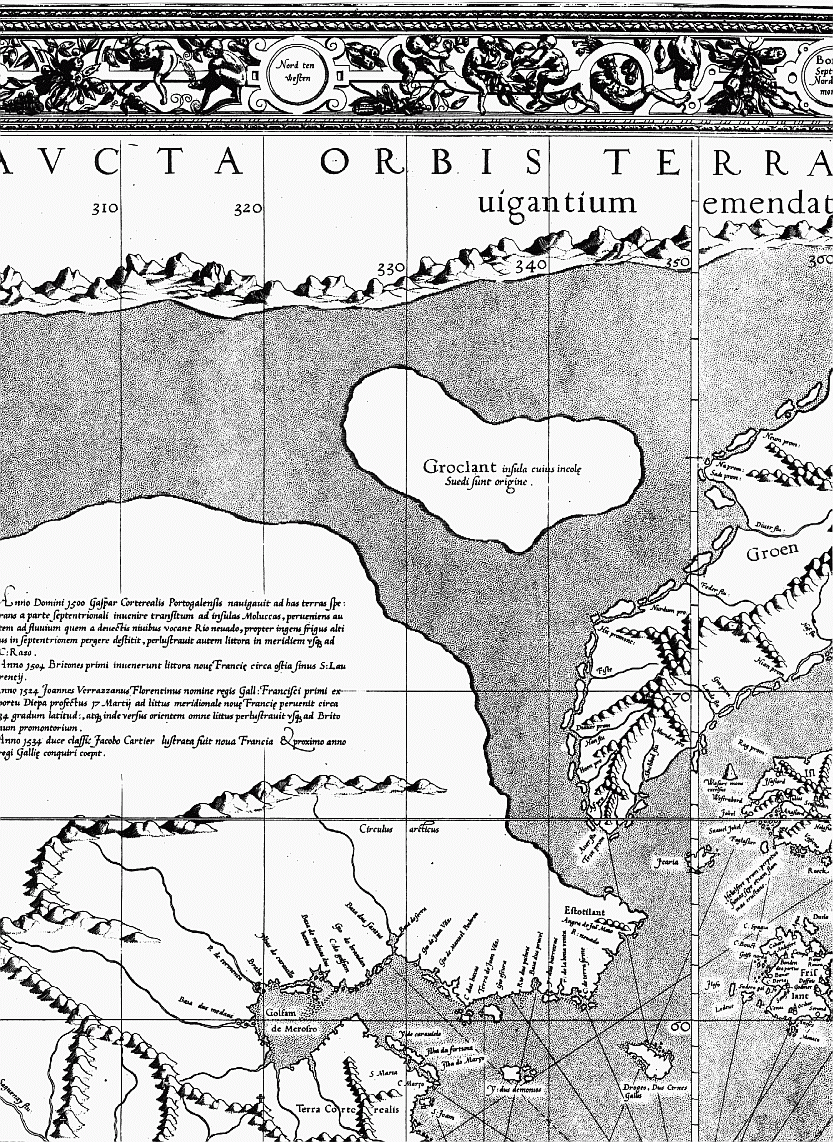
Extrait de la carte de Mercator (1569)

Groclant est le nom d'une île fantôme qui était censée être située à l'ouest du Groenland et qui est apparue sur les cartes vers la fin des années 1500.
Il s'agit peut être d'une lecture erronée du nom du Groenland sur une carte, ou de l'île de Baffin ou d'autres îles de la région canadienne du Nunavut. Cette partie de l'Atlantique a été explorée peu après et l'île de Groclant a alors rapidement disparu des cartes.
Une des premières cartes sur laquelle elle figure est la carte de Mercator en 1569, et une des dernières est celle de Quadus en 1608.

## Webographie
- Harvard University bulletin Justin Winsor (1884) disponible sur Internet Archive.